# Mikrobusy w Krakowie

## Historia
W latach 60. w Krakowie rosło zapotrzebowanie na przewozy osób do miejsc służących rekreacji. Jednak ze względów ekonomicznych (stosunkowo niska liczba pasażerów) Miejskie Przedsiębiorstwo Komunikacyjne w Krakowie zaczęło szukać pojazdów o niskiej pojemności.

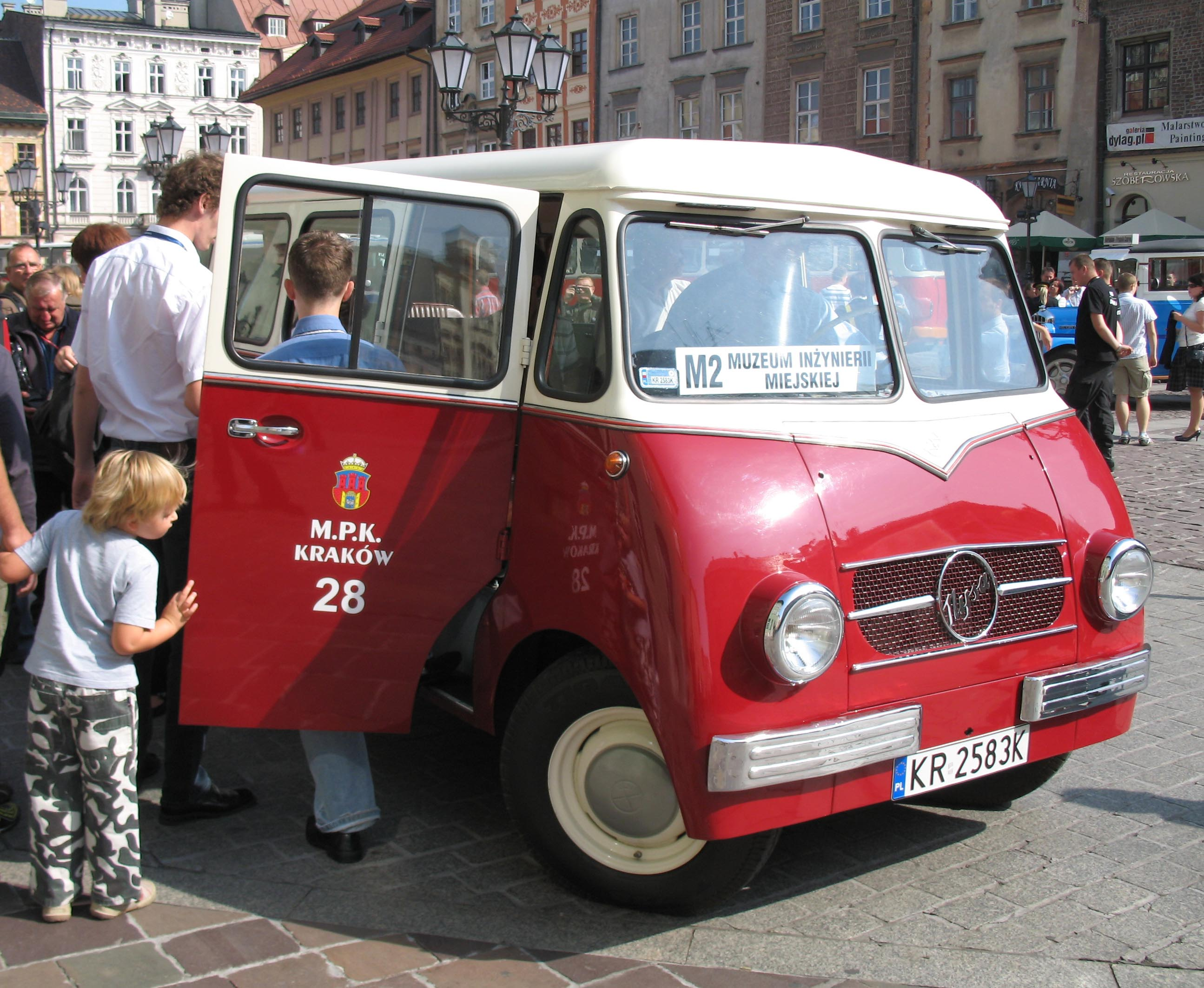
Nysa N59M na Małym Rynku w Krakowie, obsługująca okazyjną linię M2

30 maja 1966 roku uruchomiono pierwszą linię M do Lasku Wolskiego. MPK skierowało tam wówczas mikrobus typu Nysa N59M. Krótka eksploatacja potwierdziła przydatność tego rozwiązania, ale nie zdecydowano się na jego dalsze utrzymanie. Linia ta kursowała do sierpnia tego samego roku, następnie została zawieszona. Mikrobusy zostały przebudowane na pojazdy techniczne.
Dopiero w 1975 roku krakowski przewoźnik zdecydował się na stałe linie mikrobusowe oznaczone literą M oraz zakup kilkunastu sztuk wozów Nysa 521. Popularne wówczas Nyski najczęściej zaczynały swój bieg na Rynku Głównym oraz okolicach, rozwożąc ludzi po różnych częściach Krakowa.
„M-ki” cieszyły się bardzo dużym uznaniem i popularnością wśród Krakowian. Mimo dużego zapotrzebowania na tego typu przewozy, linie mikrobusowe zlikwidowano już w 1981 roku. Przyczyną tego był zły stan techniczny wozów i brak części do nich.

## Współcześnie
Obecnie MPK w Krakowie nie eksploatuje mikrobusów.

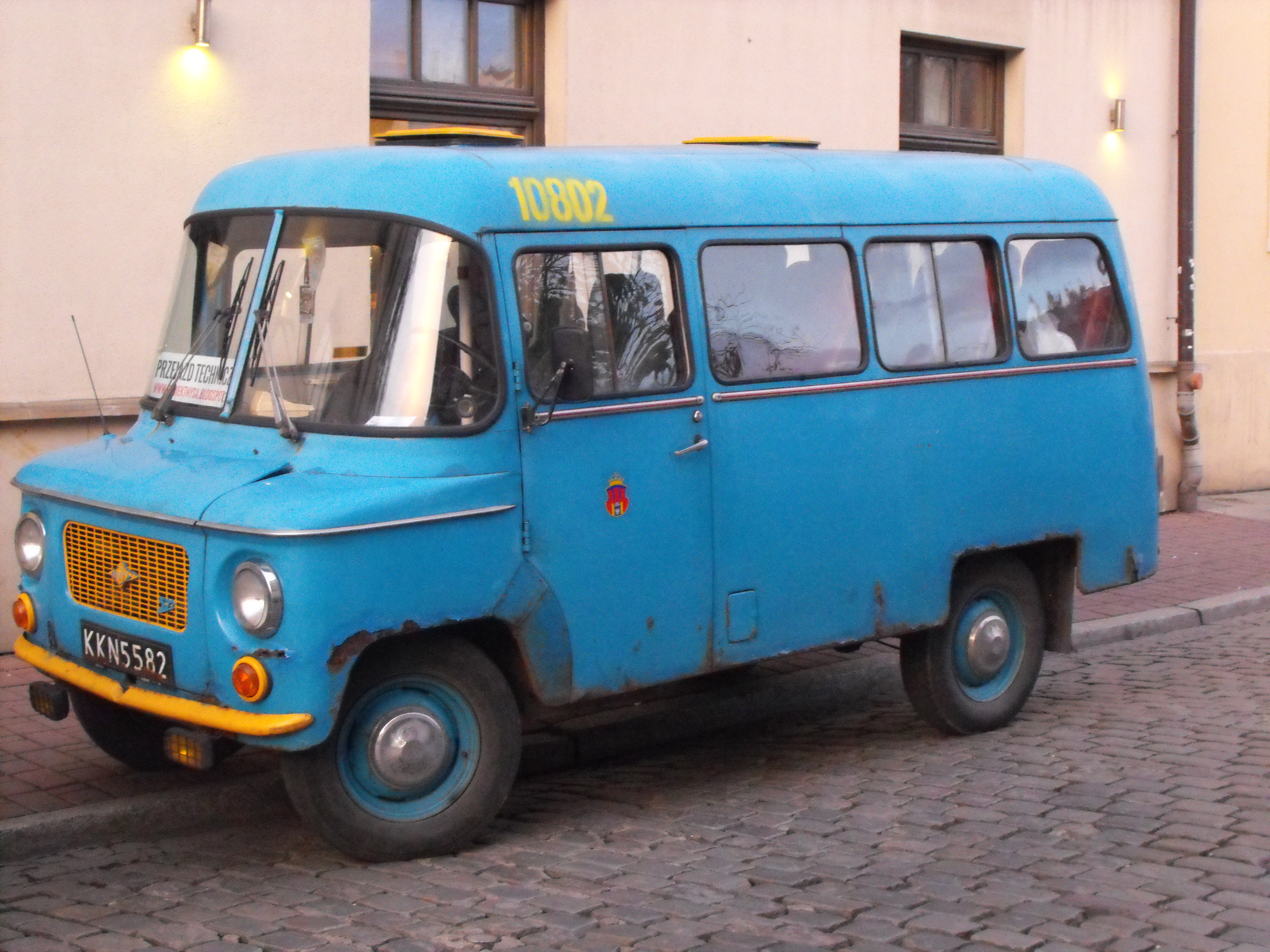
Nysa 522M o numerze bocznym 10802 na krakowskim Kazimierzu

W 2007 roku z okazji 80-lecia komunikacji autobusowej w Krakowie, odrestaurowany został mikrobus Nysa N59M o numerze taborowym 28, w 2017 roku na paradzie autobusów swą premierę miała Nysa 522M o numerze taborowym 803. W rękach prywatnych znajduje się Nysa 522 o numerze taborowym 10802.
Wyżej wymienione Nysy 522 nie są pojazdami, które jeździły na liniach mikrobusowych, lecz ich rekonstrukcjami.

## Przebieg linii M w styczniu 1979 roku[5]

### M1
Struga
Planu 6-letniego (obecnie al. Jana Pawła II) – Mogilska – Lubicz -
W kierunku Rynku Głównego – Westerplatte – Sienna – Św. Krzyża
W kierunki Nowej Huty – Św. Jana – Basztowa
Rynek Główny

### M1 bis
Plac Centralny
Planu 6-letniego – Mogilska – Lubicz -
W kierunku Rynku Głównego – Westerplatte – Sienna – Św. Krzyża
W kierunki Nowej Huty – Św. Jana – Basztowa
Rynek Główny

### M2
Rondo Mogilskie
Lubicz
W kierunku XXX-cia PRL – Pawia – Ogrodowa – Warszawska – Montelupich
W kierunku Ronda Mogilskiego – Długa – Szlak – Warszawska – Pl. Matejki
Prądnicka – Wasilewskiej
W Kierunku XXX-cia PRL – Pielęgniarek
W Kierunku Ronda Mogilskiego – Bratysławska
Prądnicka – Zawadzkiego – Krowoderskich Zuchów
XXXcia PRL (obecnie os. Krowodrza Górka)

### M3
Aleja Przyjaźni
Rewolucji Październikowej (obecnie Gen. Andersa) – Kocmyrzowska – Budowlanych (do pętli na skrzyżowaniu ul. Architektów i ul. Budowlanych)
W Kierunku Alei Przyjaźni – Architektów – Zielony Jar
Wzgórza Krzesławickie

### M4
Rynek Główny Ratusz
W kierunku Azorów – Bracka – Franciszkańska – Smarzewskiego
W Kierunku Rynku Głównego – Św. Anny
Podwale – Karmelicka – 18 Stycznia (Królewska) – al. Inwalidów (Kijowska) – Mazowiecka – Wrocławska – Stachiewicza
W kierunku Azorów – Makowskiego – Różyckiego – Weissa
W kierunku Rynku Głównego – Weissa – Jaremy – Murarska – Chełmońskiego
Azory

### M5
Rynek Główny
W kierunku Kopca – Bracka – Franciszkańska – Smarzewskiego
W Kierunku Rynku Głównego – Św. Anny
Zwierzyniecka – Kościuszki – Ks. Józefa – Malczewskiego – Waszyngtona
Kopiec Kościuszki

### M6
Dworzec Główny
Pawia
W kierunku Majora – Warszawska
W kierunku Dworca Głównego – Pl. Matejki – Basztowa
Al. 29 Listopada – Wileńska – Czerwonego Prądnika – Miechowity – Stanisława ze Skalbmierza – Pilotów – Młyńska – Lublańska – Dobrego Pasterza
Majora